# Viadukten i L'Estaque
Viadukten i L'Estaque (franska: Le Viaduc à l'Estaque) är en oljemålning av den franske konstnären Paul Cézanne från 1879–1882. Den är utställd på Ateneum i Helsingfors.
Från 1860-talet och fram till 1885 vistades Cézanne regelbundet i L'Estaque utanför Marseille. Han var fascinerad av de starka färgerna i den lilla fiskebyn, röda hustak som kontrasterar mot de blåa havet. Han målade ett 20-tal landskapsmålningar i L'Estaque, till exempel Marseillebukten, vy från L'Estaque.